# Вентиль (електротехніка)
Вентиль в електротехніці — це загальна назва для пристроїв, опір яких залежить від напрямку струму, що протікає через них (або полярності прикладеної до нього напруги). Можна уявити вентиль як ключ, який замикається при одній полярності напруги, що прикладена до нього, і розмикається при іншій. У ідеального вентиля провідність при одному напрямку струму нескінченна, в іншому напрямку дорівнює нулю. В реальності опір приладів, що використовуються як вентилі, може бути не тільки скінченним, але і може залежати від величини напруги на них і струму, що проходить через них.
Вентилі можуть бути керованими та некерованими. Керований вентиль відрізняється тим, що відкриттям/закриттям його управляє не тільки прикладена до основних виходів напруга, але і сигнал, що подається на додатковий керуючий вхід. Прикладом некерованого вентиля є випрямний діод, а керованого — тиристор.
За принципом дії вентилі можна розділити на електронні та іонні (газотрони, ігнітрони, електролітичні). Електронні у свою чергу бувають вакуумними та напівпровідниковими.